# باريس بورج 2019
باريس بورج 2019 هو سباق دراجات هوائية، وهو الموسم رقم 69 من السباق، وأقيم في 10 أكتوبر 2019، وامتدّ لمسافة 193.9 كيلومتر، وهو أحد سباقات طواف أوروبا للدراجات 2019، وهو من نوع  سباق يوم واحد، وقد شارك في السباق  142 متسابقاً.
فاز فيه بالمركز الأول  مارك ساريو، وبالمركز الثاني  توم فان أسبروك، وبالمركز الثالث  أموري كابيو.

## الفرق
| فرق عالمية (2)- AG2R La Mondiale - جروباما-إف دي جي فرق قارية محترفة (11)- Arkéa-Samsic - Cofidis, Solutions Crédits - Total Direct Énergie - فيتال كونسبت 2019 ‏ - ديلكو ‏ - Rally UHC Cycling - سبورت فلاندرين بالويس 2019 ‏ - Israel Cycling Academy - Wanty-Groupe Gobert - بنجوال باوليز ساوكس دبليو بي ‏ - يوسكادي مورياس 2019 ‏ فرق قارية (8)- إتش بي بي تي بي – أوبير 93 ‏ - Van Rysel–Roubaix ‏ - Team Differdange–Geba ‏ - فريق فورارلبرغ ‏ - Akros–Excelsior–Thömus ‏ - Development Team DSM–Firmenich PostNL ‏ - أموري وفيتا - برودير 2019 ‏ - إيفوبرو ريسينغ 2019 ‏ |  |
| |  |

## الفائزون
| الترتيب | الفائز |
| ------- | ------ |

## وصلات خارجية
- الموقع الرسمي
- لمحة عن سباق باريس بورج 2019 على موقع  ProCyclingStats   (برو  سايكلنج  ستاتس) - إحصاءات  محترفي  الدراجات.

- باريس بورج 2019 على موقع إحصائيات الدراجات الإحترافية (الإنجليزية)